# Die Beschissenheit der Dinge
Die Beschissenheit der Dinge (im Original: De helaasheid der dingen) ist ein flämischer Kinofilm des belgischen Regisseurs Felix Van Groeningen. Neben der Regiearbeit war er auch am Schreiben des Drehbuchs beteiligt. Das Werk ist eine Verfilmung des in Belgien und den Niederlanden sehr bekannten und erfolgreichen Buches De helaasheid der dingen (2006) von Dimitri Verhulst. In Deutschland erschien das Buch 2007 als Die Beschissenheit der Dinge. Der französische Titel ist La Merditude des Choses, der englische Titel lautet The Misfortunates.
Die Filmaufnahmen begannen im Januar 2008. Bei den Filmfestspielen von Cannes 2009 wurde Die Beschissenheit der Dinge für den Wettbewerb Quinzaine des Réalisateurs ausgewählt. Der Film erhielt in Cannes den Prix Art et Essai.
Am 21. April 2010 wurde der Film erstmals in Deutschland im Original mit Untertiteln bei einer Sneak Preview im Universum-Kino in Braunschweig gezeigt. Der offizielle Starttermin war der 20. Mai 2010.

## Handlung
Der 13-jährige Gunther wächst in den 1980er Jahren bei seinem Vater und seinen Onkeln auf einem heruntergekommenen Hof in einem verlassenen flämischen Nest auf. Mit seiner Mutter möchte er nichts zu tun haben. Sein Vater ist Alkoholiker, ist aber eine Art Vorbild für ihn. Auch die Brüder seines Vaters leben in asozialen Zuständen und verehren den amerikanischen Sänger Roy Orbison. So wächst Gunther mit Biertrinken, Pöbeleien und Prügeleien auf.
Der Film hat eine zweite Zeitebene. Sie beschreibt Gunthers Leben als Schriftsteller in der Gegenwart; als Erwachsener hasst er zwei Menschen besonders: immer noch seine Mutter sowie seine Frau, die ein Kind von ihm erwartet.

## Filmkritik
Jörg Böckems Resümee im Spiegel zeichnet den Film als gelungene Collage: Der Regisseur hat „einen eindringlichen Ton gefunden, angesiedelt zwischen dem alkoholgeschwängerten Realismus Charles Bukowskis, der Verliererpoesie Aki Kaurismäkis und dem derben, anarchischen Humor der niederländischen Prollkomödie Flodder. (…) Van Groeningen zeigt seine Protagonisten ungeschönt – ohne sie auszustellen.“
In der Mai-Ausgabe von 2010 des Kulturspiegels wird der Film als Prollkomödie beschrieben, die zunächst sehr stark an die niederländische Kinofamilie Die Flodders erinnert: „Saufen, schlagen, grölen – Spaßvögel aus der Unterschicht, die fröhlich die Nachbarn erschrecken.“ Aber auch die düstere Seite dieser Familie wird gezeigt, zum Beispiel wenn der Vater mit dem Messer auf seinen Sohn losgeht.
In der Mai-Ausgabe sowie im Internetauftritt der Cinema wird der Film schlecht beurteilt aufgrund der „grotesk überzeichneten Szenen“. Gunthers Jugend werde nur als „endlose Abfolge von Saufgelagen gezeigt, wobei der Film jegliche Distanz zu den Ereignissen verliert.“ Cinema kommt zu folgendem Fazit: „Ordinäre Sozialsatire, bei der einem das Lachen vergeht“.